# فرتانته
فرتانته (به اسپانیایی: Fortanete) یک شهرستان در اسپانیا است که در استان تروئل واقع شده‌است.

## خصوصیات
فرتانته ۱۶۸٫۲۱ کیلومترمربع مساحت و ۲۴۰ نفر جمعیت دارد و ۱٬۳۵۳ متر بالاتر از سطح دریا واقع شده‌است.